# Абди, Хава
Хава Абди (сомал. Xaawo Cabdi; 17 мая 1947, Могадишо, Итальянское Сомали[…] — 5 августа 2020, Могадишо) — сомалийская правозащитница и врач. Была основателем и председателем некоммерческой организации Фонда доктора Хавы Абди (DHAF).

## Ранний период жизни
Родилась в Могадишо, проживала на юге центральной части Сомали. Мать умерла, когда ей было 12 лет. После этого взяла на себя семейные дела, в том числе воспитывала четырёх младших сестер. Её отец был рабочим, трудился в порту столицы.
В начальных классах посещала местные учебные заведения. В 1964 году получила стипендию Комитета советских женщин. Впоследствии изучала медицину в Киевском медицинском институте, который окончила в 1971 году. В следующем году начала изучать право в Сомалийском национальном университете в Могадишо. Работала в медицинской сфере, а в свободное время занималась изучением юриспруденции, в конечном счёте закончив университет в 1979 году.

## Личная жизнь
Когда ей было двенадцать лет, она вступила в насильственный брак с мужчиной значительно старше себя, который работал полицейским. Брак распался несколько лет спустя, прежде чем она уехала из Сомали в Москву, а затем в Киев. Во время своего пребывания в СССР познакомилась с сомалийским студентом Аденом Мохаммедом.
В 1973 году вышла замуж за Адена Мохаммеда и два года спустя родила первенца. У пары было трое детей: Деко, Амина и Ахмед, в 2005 году погибший в автокатастрофе в Харгейсе, когда был в гостях у своего отца, который на тот момент уже находился в разводе с Хавой Абди. И Деко, и Амина стали врачами.
Умерла 5 августа 2020 года в своём доме в Могадишо. Ей было 73 года, причина смерти неизвестна.

## Карьера

### Организация развития сельского здравоохранения
В 1983 году открыла «Организацию развития сельского здравоохранения» (RHDO) на своей земле в южном регионе Нижней Шебелле. Изначально RHDO представляла собой однокомнатную клинику, предлагающую бесплатные акушерские услуги примерно 24 сельским женщинам в день, а позже реорганизована в больницу на 400 коек.
Когда в начале 1990-х годов разразилась гражданская война, Хава Абди осталась в Сомали по настоянию бабушки, которая посоветовала ей использовать свою квалификацию для помощи уязвимым слоям населения. Впоследствии открыла новую клинику и школу для перемещённых лиц и сирот.
В 2007 году RHDO была переименована в «Фонд доктора Хавы Абди» (DHAF). Постепенно функционал расширился и включал в себя лагерь помощи, в котором во время засухи 2011 года на территории площадью 1300 акров вокруг больницы проживало 90 000 человек.
Двумя годами ранее, в разгар исламистского мятежа «Харакат аш-Шабаб» на юге Сомали, повстанцы осадили комплекс и попытались заставить Хаву Абди закрыть его. Она стояла на своём, и повстанцы ушли в течение недели под давлением местных жителей, ООН и правозащитных групп. В феврале 2012 года повстанцы снова ворвались в этот район, в результате чего Хава Абди временно приостановила предоставление услуг до отступления повстанцев.

### Фонд доктора Хавы Абди

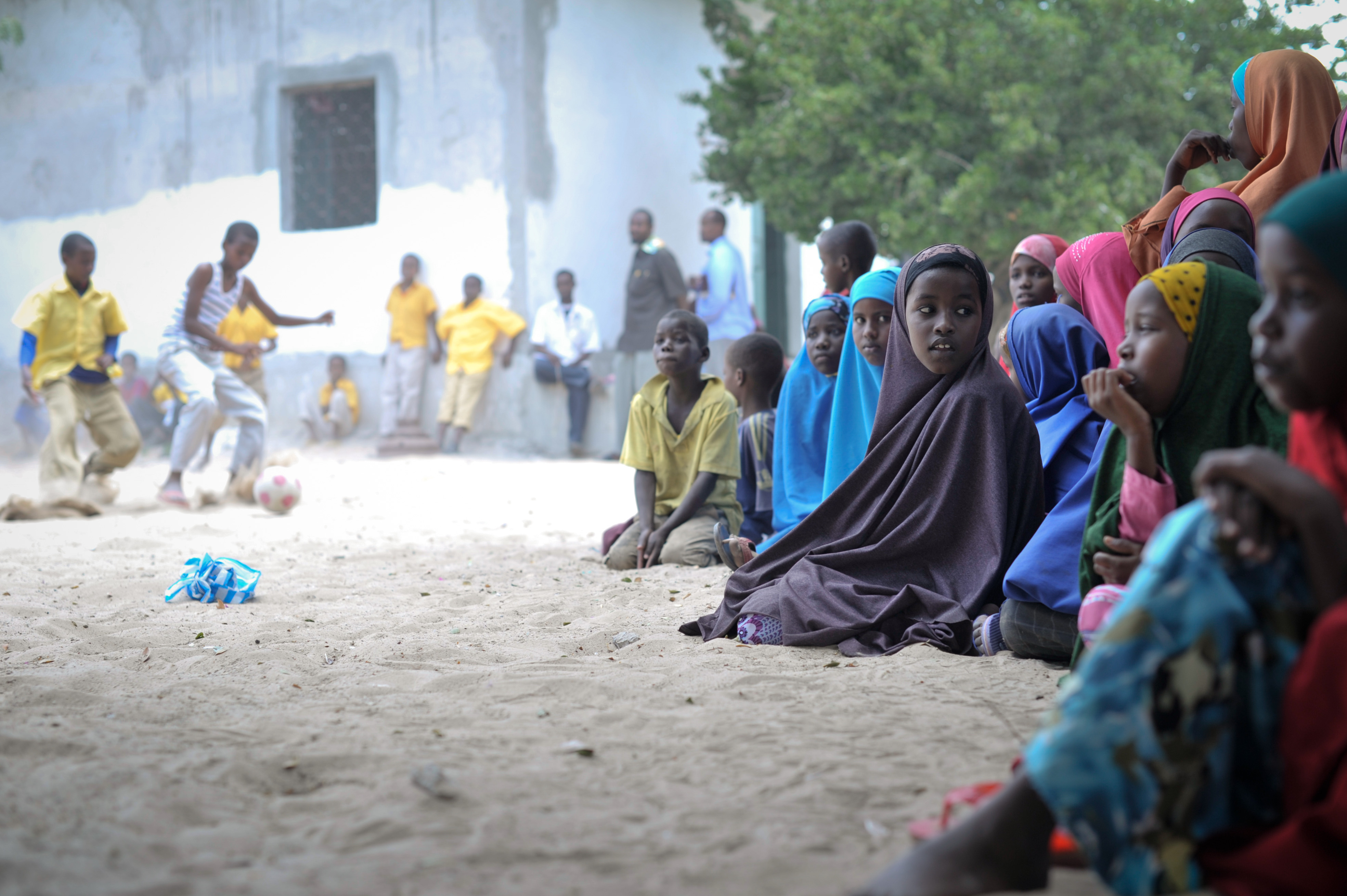
Центр «Ц» Фонда доктора Хавы Абди

«Фондом доктора Хавы Абди» (DHAF) управляли Хава Абди и две её дочери: генеральный директор Деко Адан (также известная как Деко Мохамед) и ассистентка Адан (также известная как Амина Мохамед), которые пошли по стопам своей матери и являются акушерами-гинекологами. По состоянию на 2012 год в организации работал многонациональный штат из 102 сотрудников, а также команда из 150 человек, состоящая из волонтёров, рыбаков и фермеров.
DHAF — это неполитическая организация, не связанная ни с каким правительством, политическим движением, религией или кланом. DHAF решает, какие проекты реализовать и какую помощь предоставить, исходя из потребностей сельских жителей. DHAF также является финансово независимой организацией. Всё финансирование осуществляется за счет пожертвований людей со всего мира и других благотворительных пожертвований. Государственное финансирование запрещено. С 1991 года DHAF предоставляет услуги сомалийцам, вне зависимости от их клана. Услуги предоставляются бесплатно населению Сомали.
Комплекс DHAF включает в себя больницу, школу и центр питания и предоставляет кров, воду и медицинскую помощь в основном женщинам и детям. С момента создания в начале 1980-х годов комплекс обслужил около 2 миллионов человек.
Хотя услуги предоставляются бесплатно, DHAF управляет несколькими рыболовными и сельскохозяйственными проектами на территории комплекса, чтобы обеспечить персонал и пациентов продуктами. Больнице также принадлежит небольшой участок земли, на котором выращиваются овощи и кукуруза, которые позже частично продаются для покрытия части расходов на содержание учреждения.
Финансирование поставки оборудования и медикаментов для комплекса в основном обеспечивается за счет денежных переводов сомалийских экспатриантов, а также пожертвований в DHAF. С 2011 года организация также получает поддержку от Фонда «Женщина в мире».

## Награды
В 2007 году была названа человеком года по версии Hiiraan Online. Журнал Glamour назвал Хаву Абди и двух её дочерей «Женщинами года» 2010 года. Два года спустя Абди была номинирована на Нобелевскую премию мира. Также получила Премию «Влиятельные женщины» от Фонда WITW, Социально-гуманитарную премию BET, Медаль Джона Джея за справедливость.
В 2014 году получила Премию Рузвельта Four Freedoms в Мидделбурге, Нидерланды. Год спустя была удостоена Премии мира Пилосио Билдинг.
В мае 2016 года была удостоена звания почётного доктора наук Пенсильванского университета. 25 мая 2017 года получила почётную степень доктора права Гарвардского университета.

## Работы
- Keeping Hope Alive: One Woman—90,000 Lives Changed. — New York City : Grand Central Publishing, 2013. — ISBN 9781455599295.